# 西伯利亞野牛
西伯利亞野牛（學名：Bison priscus），又名草原野牛，是生存於第四紀歐洲、中亞、北亞、白令陸橋及北美洲加拿大至墨西哥地區草原上的野牛。该生物现已灭绝，有時會出現在石洞壁畫中。

## 演化

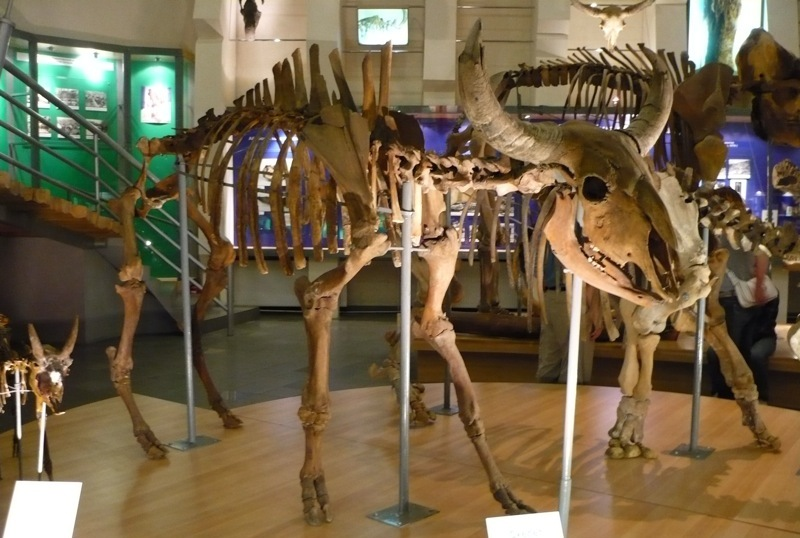
西伯利亞野牛全身骨架

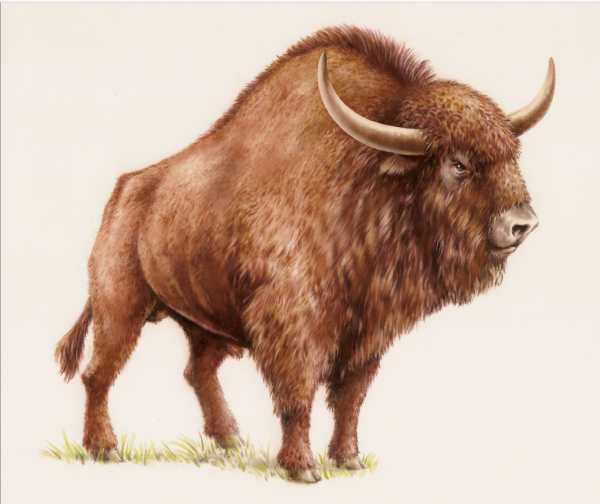
西伯利亞野牛復原圖

西伯利亞野牛有可能是在南亞進行演化。由於牠們生活的時間及地方與原牛相同，故有時會把牠的後裔與原牛混淆。
於全新世滅絕。在歐洲，牠們是被現今的歐洲野牛所取代；而在美洲，牠們則是被美洲野牛與其他同屬野牛（包括古風野牛、長角野牛以及福爾松野牛）所取代。
西伯利亞野牛超過2米高，像現今的美洲野牛。兩角角尖相距約1米，角本身亦長約半米。其體重可達900（2,000英磅）。

## 發現
西伯利亞野牛出現在石洞壁畫之中，尤其是在阿爾塔米拉洞以及拉斯科洞窟中。其他形式的史前藝術包括由馴鹿角雕刻而成的Bison Licking Insect Bite。另外也有發現許多冰凍的西伯利亞野牛屍體。
在1979年7月，一具36,000年前的雄性西伯利亞野牛木乃伊在美國費爾班克斯發現，被暱稱為 Blue Babe （意思為「藍寶貝」）。這具木乃伊由當地的一名金礦工發現，同時也是 Blue Babe 的命名者，"Babe" 一詞來自於美國神話中保羅·班揚身旁同名的藍色公牛。木乃伊呈現藍色的原因主要是因為整個樣本表層覆蓋著一層藍鐵礦。北方極地博物館
的研究團隊在將這具木乃伊放入博物館進行永久展示之前，移除了部分頸肉，烹調後食用以慶祝這項特別的發現。
在2011年7月，一具9,300年前的西伯利亞野牛木乃伊發現於西伯利亞尤卡吉爾地區。